# Liolaemus chacoensis
Liolaemus chacoensis är en ödleart som beskrevs av  Shreve 1948. Liolaemus chacoensis ingår i släktet Liolaemus och familjen Tropiduridae. Inga underarter finns listade i Catalogue of Life.